# Port lotniczy Melilla

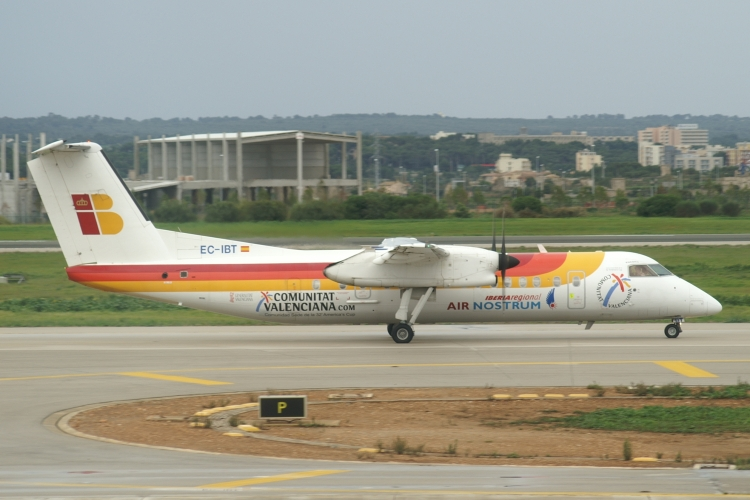
Samolot Air Nostrum ATR 72 na lotnisku Melilla

Port lotniczy Melilla (hiszp. Aeropuerto de Melilla, kod IATA: MLN, kod ICAO: GEML) – lotnisko znajdujące się w hiszpańskiej eksklawie w północnej Afryce w mieście Melilla. Zostało otwarte w 1969 roku.

## Infrastruktura
- 1 droga startowa o długości 1428 m
- Parking dla 311 samochodów osobowych wraz z wydzielonymi miejscami postojowymi dla motocykli

## Kierunki lotów i linie lotnicze
| Linia Lotnicza | Kierunek |
| -------------- | --- |
| Iberia         | 1. Almería 2. Barcelona 3. Grenada 4. Madryt 5. Malaga 6. Sewilla Sezonowo: 1. Gran Canaria 2. Palma de Mallorca |

## Statystyki
Zobacz zapytanie i odniesienia źródłowe Wikidata o wartości.